# Sami Saif
Sami Saif (født 1972 i Danmark) er en dansk prisvindende dokumentarfilminstruktør der har instrueret film som Family og Tommy.
Han er uddannet fra Den Danske Filmskole i 1997 og har arbejdet på DR.
I 2000 instruerede han The Video Diary of Ricardo Lopez.

## Filmografi
- Family fra 2001 instrueret med Phie Ambo vandt flere priser.
- The Allins fra 2016